# Lào Thơng
Lào Thơng (tiếng Lào: ລາວເທິງ [láːo tʰə́ŋ], tiếng Pháp: Lao Theung hoặc Lao Thoeng, chuyển tự Latin: Lao Theung; tiếng Thái: ลาวเทิง), nghĩa chữ là "Lào trung du", là tên gọi bộ phận truyền thống của các nhóm dân tộc sống ở Lào, và bao gồm một loạt các nhóm dân tộc khác nhau chủ yếu là dân tộc nói tiếng thuộc ngữ hệ Nam Á. Nó phân biệt với các nhóm khác là Lào Lùm (Lao Loum) và Lào Sủng (Lao Soung).
Năm 1993, Lào Thơng chiếm khoảng 24% dân số của cả nước Lào.